# Торпан Поят
«То́рпан По́ят» — финский баскетбольный клуб из Хельсинки. В 2013 году команда была расформирована и прекратила своё существование.

## История
Клуб основан в 1932 году как спортивный клуб для школы в районе Мунккиниеми в Хельсинки. В 1956 году команда дебютировала в чемпионате Финляндии и в общей сложности провела 51 сезон в высшем дивизионе.
В сезоне 1960/1961, «Торпан Поят» провёл первый международный матч в рамках Кубка чемпионов ФИБА. В первом раунде турнира финская команда встречалась с пражской «Спартой» и уступила в обеих встречах (56-65, 47-68).
В 2011 году, «Торпан Поят» дебютировал в Единой лиге ВТБ, заменив в квалификации турнира обанкротившуюся финскую «Хонку». Уступив в обоих матчах квалификации, команда не вышла в основную стадию турнира.
В 2005 и 2008 годах за «Торпан Поят» играли бывшие игроки НБА и одноклубники — Деннис Родман и Скотти Пиппен. Родман сыграл одну игру 6 ноября 2005 года против «Хонки», проведя на площадке 28 минут, набрав 17 очков и 6 подборов. 15 из 17 очков были набраны трёхочковыми попаданиями, выполнив в общей сложности 13 бросков из-за дуги. Пиппен сыграл две игры в 2008 году. Первую встречу провёл 4 января 2008 года и набрал 12 очков, 7 подборов, 4 передачи и 3 перехвата за 23 минуты. 5 января, во встрече против «Хонки», набрал 9 очков, 9 подборов, 4 передачи и 2 перехвата за 29 минут.
В 2012 году «Торпан Поят» не смог получить лицензию для участия в чемпионате Финляндии сезона 2012/2013 и был переведен в низший дивизион. В 2013 году команда была расформирована, а их место во втором дивизионе финского баскетбола занял клуб «Хельсинки Сигаллс», составленный из бывших игроков «Торпан Поят».

## Достижения
Чемпионат Финляндии
- Победитель (9): 1959/1960, 1965/1966, 1977/1978, 1980/1981, 1982/1983, 1985/1986, 1995/1996, 1996/1997, 1997/1998

Кубок Финляндии
- Победитель (4): 1979/1980, 1991/1992, 1995/1996, 1996/1997